# Dumbrava, Neamț
Dumbrava este un sat în comuna Timișești din județul Neamț, Moldova, România.